# Manuel Lapuente
Manuel Lapuente (né le 15 mai 1944 à Mexico) est un entraîneur de football mexicain. 

## Biographie
Ancien attaquant international (13 sélections et 5 buts en équipe du Mexique), Lapuente s'est distingué en tant qu'entraîneur en remportant cinq titres de champion du Mexique en 1983 et 1990 avec Puebla, en 1995 et 1996 avec Necaxa et en 2002 avec América. 
Il a dirigé la sélection mexicaine lors de la coupe du monde 1998 et a remporté avec elle la Coupe des confédérations en 1999 après une victoire en finale au Stade Azteca contre le Brésil (4-3). 
Il est actuellement vice-président du Club América.

## Carrière d'entraîneur
- 1979-1984 : CF Puebla
- 1984-1986 : Tigres UANL
- 1986-1987 : Angeles de Puebla
- 1987-1988 : CF Atlante
- 1988-1989 : CD Cruz Azul
- 1989-1993 : CF Puebla
- 1994-1997 : Club Necaxa
- 1997-2000 : Équipe nationale du Mexique
- 2001-2003 : Club América